# 蚶形无齿蚌
蚶形无齿蚌（学名：Anemina arcaeformis），俗名卵形蚌、河蚌，为蚌科的动物。舊屬无齿蚌属，今屬无齿蚌亚科的船蚌屬。

## 分佈
本物種分佈於俄罗斯（阿穆爾州及堪察加）、朝鲜半島、日本以及中国大陆的黑龙江、吉林、辽宁、内蒙古、陕西、河北、河南、浙江、江苏、江西、湖北、湖南、台灣等地，常栖息于缓流及静水水域的湖泊以及河流和池塘的泥底或淤泥底裡。

## 亚种
- 黄色蚶形无齿蚌（学名：Anodonta arcaeformis Anemina flavotincta），俗名蛤蜊、河蚌。分布于朝鲜以及中国大陆的黑龙江、吉林、辽宁、河北、山东、江苏、江西等地，多见于淡水 缓流及静水水域的湖泊、河流、水库以及沟渠和池塘的泥底或淤泥底里。[7][8][9]

## 外部連結
維基物種上的相關：蚶形无齿蚌